# Руа, Пьер Шарль
Пьер-Шарль Руа́ (фр. Pierre-Charles Roy; 1683, Париж — 23 октября 1764, Париж) — французский писатель и поэт. Сочинял лирические произведения, оды, элегии, тексты для опер и балетов. Был автором либретто оперы Андре Кампра «Гипподамия» (1708, на основе диалогов Лукиана Самосатского).
Его «Oeuvres diverses» были изданы в 1727 году. Некоторые произведения Руа приложены к «Eloge de Roy», составленному Налиссо.
В 1742 году стал первым писателем, награждённым Орденом Святого Михаила.

## Основные работы
- «Philomèle» (1705)
- «Bradamante» (1707)
- «Callirhoé» (1712)
- «Ariane» (1717)
- «Semiramis» (1718)
- «Les élémens» (1721)
- «Les stratagèmes de l’amour» (1726)
- «Les Augustales» (1744)
- «La félicité» (1745)